# 将軍山古墳群
将軍山古墳群（しょうぐんやまこふんぐん）は、大阪府茨木市西安威にある古墳群。史跡指定はされていない。

## 概要

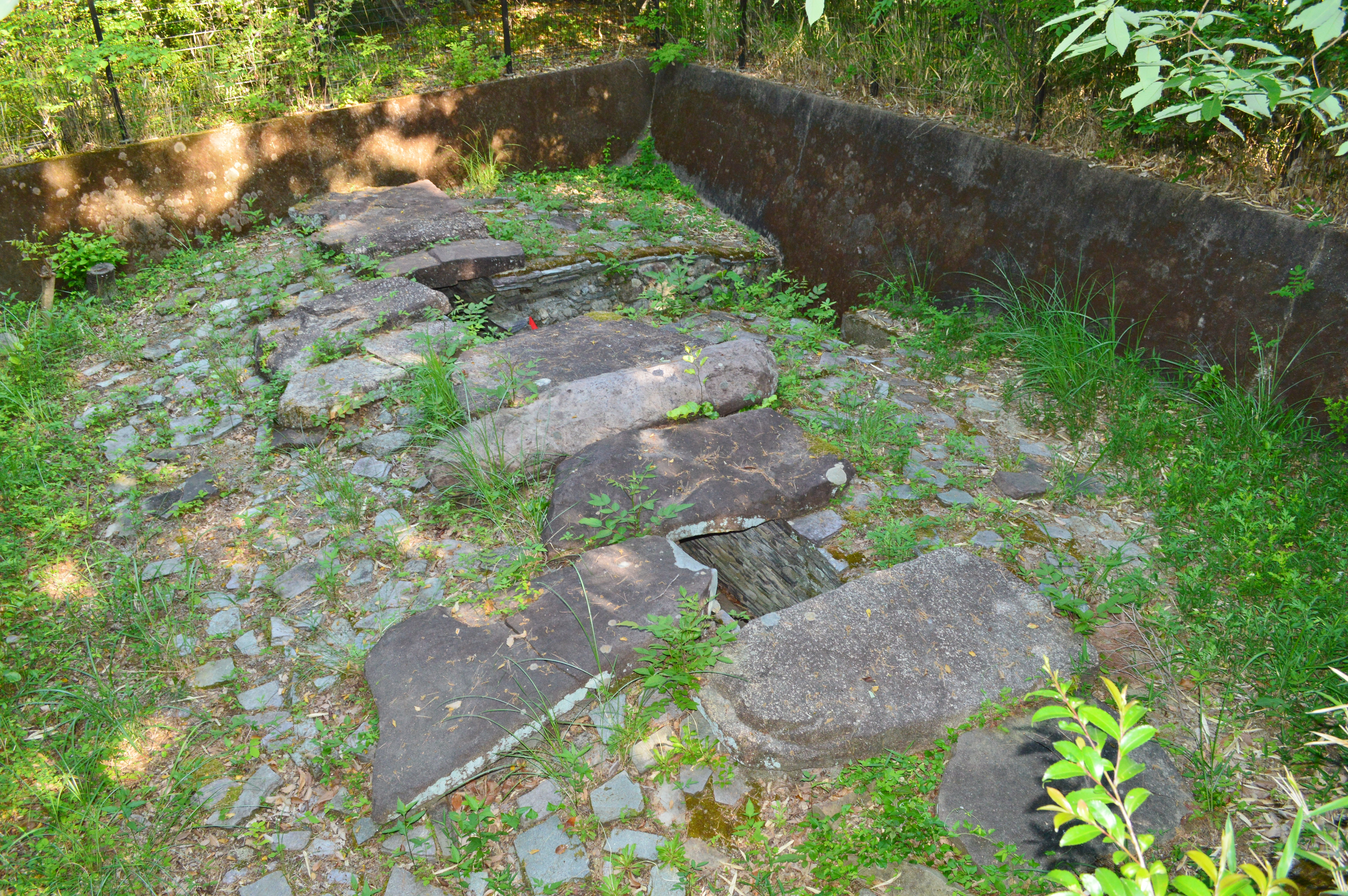
2号墳 移築竪穴式石室

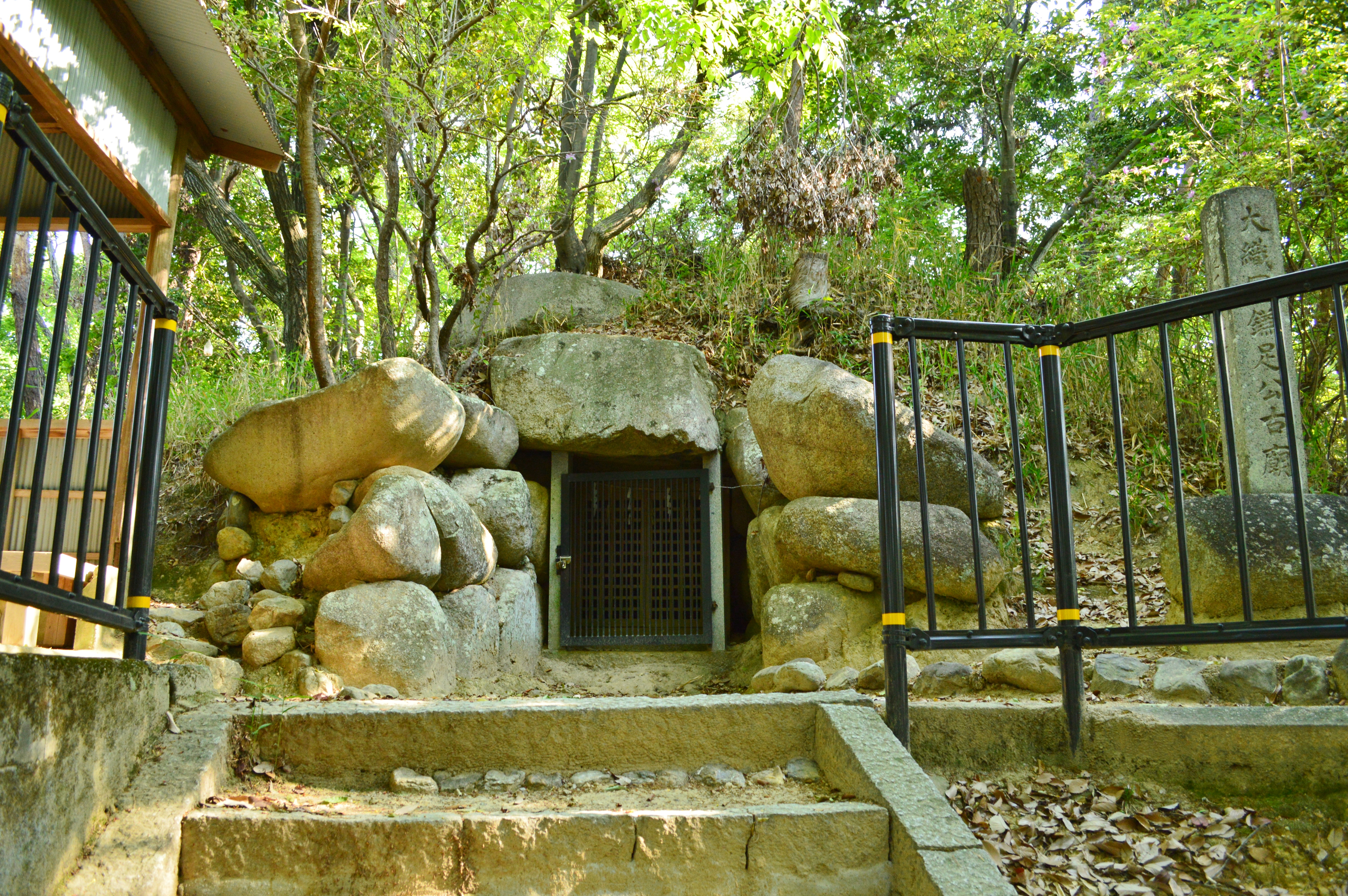
1号墳 石室開口部

大阪府北部、北摂山地から南に派生する丘陵上に築造された古墳群である。前方後円墳1基（2号墳）・円墳5基の計6基から構成される。2-7号墳は発掘調査のうえで宅地開発により消滅し、現在では1号墳のみが遺存する。
古墳群のうち2号墳（将軍山古墳）は、丘陵の南端部に築造された大型前方後円墳であった。墳丘主軸を南北方向として前方部を南方に向け、墳丘長は107メートルを測った。墳丘は3段築成。墳丘外表では葺石のほか、円筒埴輪（器台形円筒埴輪含む）・壺形埴輪、動物形土製品が検出されている。埋葬施設は竪穴式石室で、石室主軸を墳丘主軸と直交する東西方向とした。石室は四国地方の吉野川流域の結晶片岩によって構築され、石室内部からは副葬品が多数検出されている。築造時期は古墳時代前期の4世紀中葉頃と推定される。現在では墳丘は失われているが、石室が1号墳（将軍塚古墳）の西側に移築保存されている。石室の様相には四国地方東部との関連性が指摘されるとともに、移築に際して竪穴式石室の詳細な調査が行われた例として重要視される。また、佐保川対岸に位置するほぼ同時期・同規模の紫金山古墳（茨木市室山）との対応関係が注目されるほか、阿為神社所蔵の三角縁唐草文帯二神二獣鏡を本古墳出土品とする説がある。
2号墳以外の5基は、いずれも古墳時代後期の6世紀代の築造と推定される。そのうち唯一現存する1号墳（将軍塚古墳）は、丘陵の山頂部に築造された古墳である。埋葬施設として右片袖式の横穴式石室が南方向に開口する。石室の石材は花崗岩で、玄室は長さ5.7メートル・幅2.3メートルを測る。早くから開口して盗掘に遭っているため副葬品は詳らかでないが、明治期のウィリアム・ゴーランドによる調査で遺物が出土している（現在は大英博物館所蔵）。『摂津名所図会』に記述が見えるほか、古くから藤原鎌足の墓に比定する説があり現在も大織冠神社として祀られているが、古墳の年代観とは大きく異なるため現在では否定的である。また1号墳以外の4基については、副葬品の内容から4号墳→5号墳→3号墳→7号墳の順に築造されたと推定される。

## 遺跡歴
- 江戸時代の『摂津名所図会』に1号墳が「将軍塚」として記載。
- 明治期、ウィリアム・ゴーランドによる1号墳の調査。
- 1956年（昭和31年）、2号墳の発掘調査（小林行雄ら）[4][1]。
- 1964年（昭和39年）、2-7号墳の発掘調査。2-7号墳が宅地開発で消滅[1]。
- 2005年（平成17年）、2号墳出土品の報告書刊行（茨木市）[4]。
- 2008年（平成20年）、2号墳墳丘・3-7号墳出土品の報告書刊行（茨木市）[1]。

## 一覧
| 古墳名               | 形状       | 規模       | 埋葬施設           | 出土品                                                          | 築造時期 | 備考                                 |
| -------------------- | ---------- | ---------- | ------------------ | --------------------------------------------------------------- | -------- | ------------------------------------ |
| 1号墳 （将軍塚古墳） | 円墳       |            | 右片袖式横穴式石室 |                                                                 | 6世紀代  | 大織冠神社                           |
| 2号墳 （将軍山古墳） | 前方後円墳 | 墳丘長107m | 竪穴式石室         | 石製勾玉・ガラス製小玉 石製鏃・銅鏃 鉄鏃・鉄剣・鉄刀・短甲 埴輪 | 4世紀代  | 消滅・石室移築 1956年調査 1964年調査 |
| 3号墳                | 円墳       | 直径25m    | 左片袖式横穴式石室 | 須恵器・土師器 鉄鏃・鉄刀 工具・馬具                            | 6世紀代  | 消滅 1964年調査                      |
| 4号墳                |            |            | 横穴式石室?        | 須恵器 石製管玉 鉄鏃・鉄刀・鉄鉾 工具                           | 6世紀代  | 消滅 1964年調査                      |
| 5号墳                |            |            | 横穴式石室         | 須恵器 鉄鏃                                                     | 6世紀代  | 消滅 1964年調査                      |
| 7号墳                |            |            | 横穴式石室?        | 須恵器 ガラス製棗玉・ガラス製丸玉 鉄鏃 工具・馬具               | 6世紀代  | 消滅 1964年調査                      |

なお「6号墳」は、3号墳墳丘上における箱式石棺に対して与えられた呼称であったが、周辺埋葬であり独立古墳ではないとして現在は欠番として扱われている。

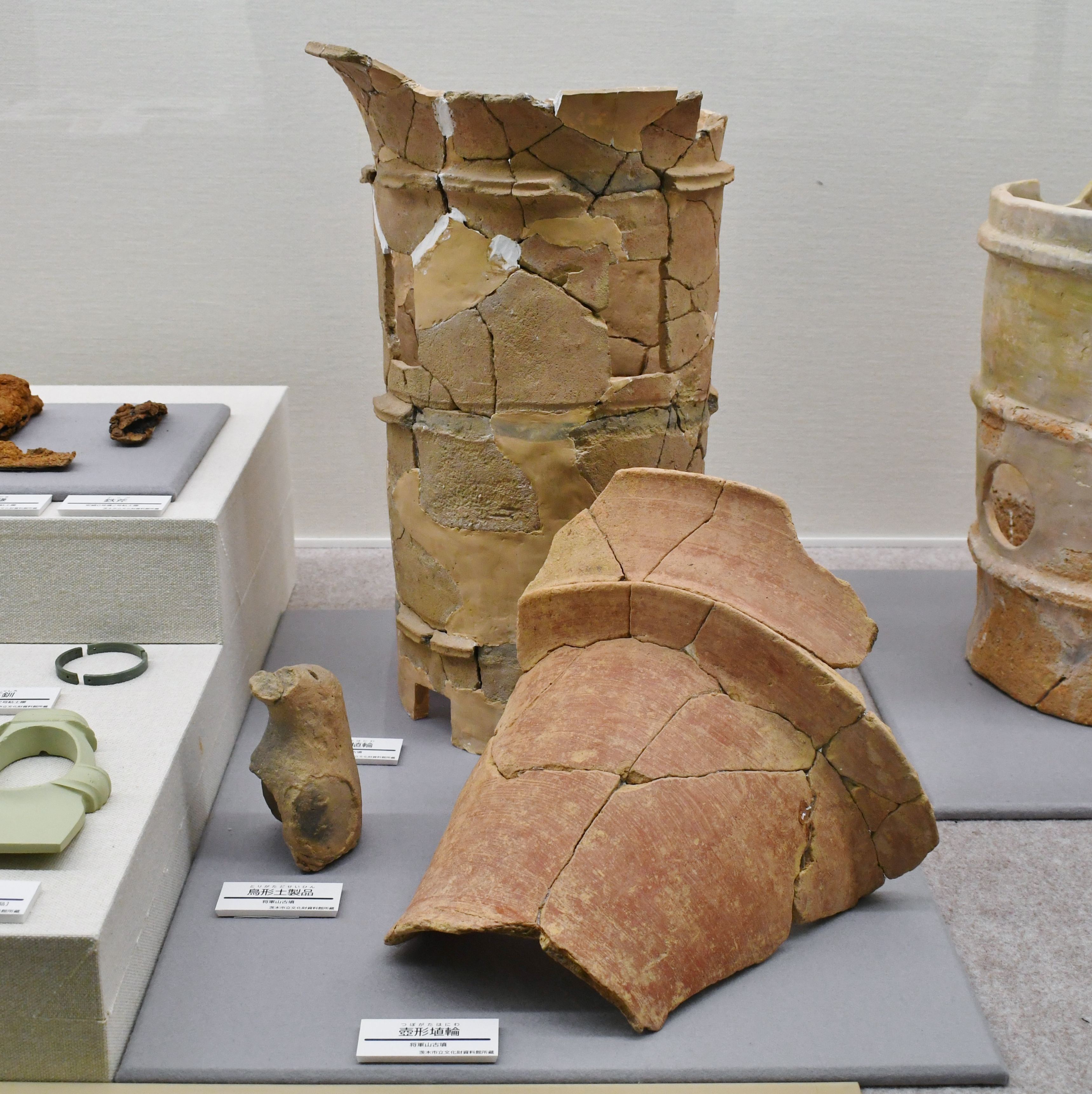
2号墳（将軍山古墳） 壺形埴輪・鳥形土製品・円筒埴輪 茨木市立文化財資料館展示。
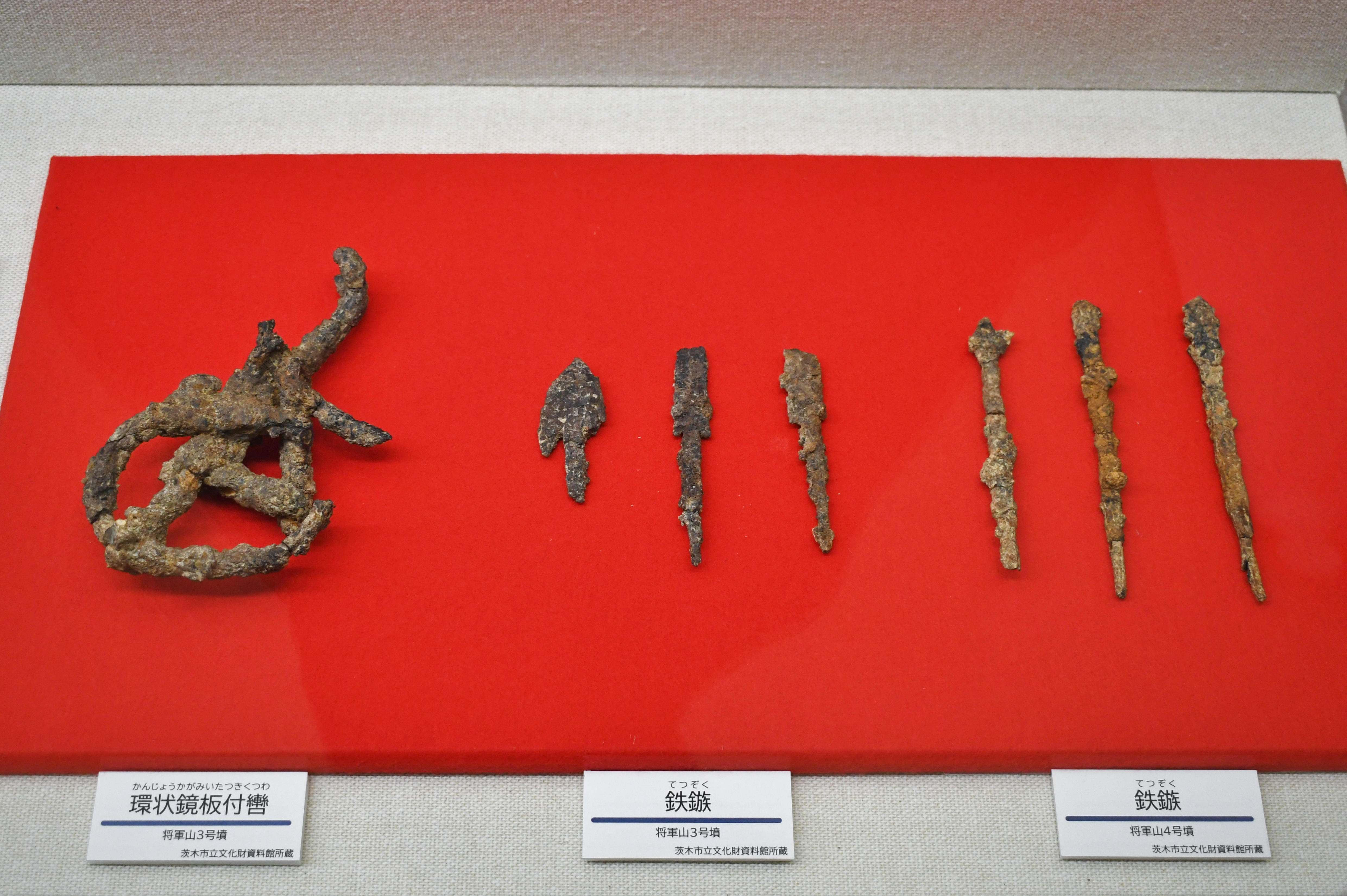
3号墳 環状鏡板付轡・鉄鏃、4号墳 鉄鏃 茨木市立文化財資料館展示。

## 関連施設
- 茨木市立文化財資料館（茨木市東奈良） - 将軍山古墳群の出土品を保管・展示。

## 関連文献
（記事執筆に使用していない関連文献）
- 『わがまち茨木』 古墳編、茨木市、1990年。
- 『新修茨木市史』 第7巻 史料編 考古、茨木市、2014年。